# Lijst van Triumph-motorfietsen

## Triumph Cycle Co.
| Model         | Periode   | Motor            | Categorie  |
| ------------- | --------- | ---------------- | ---------- |
| No. 1 Minerva | 1902      | 211,3cc-SV       | Toer       |
| No. 1 Minerva | 1903      | 239,5cc-SV       | Toer       |
| Model LW      | 1914-1922 | 225,2cc-Tweetakt | Toer       |
| Model LW      | 1923-1925 | 250,0cc-Tweetakt | Toer       |
| Model X       | 1930-1932 | 173,8cc-Tweetakt | Toer       |
| Model WA      | 1931-1933 | 249,4cc-OHV      | Toer       |
| Model WO      | 1931-1933 | 249,4cc-OHV      | Toer       |
| Model Z       | 1932      | 148,5cc-Tweetakt | Toer       |
| Model WP      | 1933      | 249,4cc-OHV      | Sport      |
| Model XO      | 1933      | 145,3cc-OHV      | Toer/Sport |
| Model XO 5/1  | 1934      | 145,3cc-OHV      | Toer       |
| Model XO 5/5  | 1934      | 145,3cc-OHV      | Sport      |
| Model XO 7/1  | 1934      | 175,3cc-OHV      | Toer       |
| Model XO 7/5  | 1934      | 175,3cc-OHV      | Sport      |
| Model XV/1    | 1934      | 147,8cc-Tweetakt | Toer       |
| Model 2/1     | 1934-1935 | 249,4cc-OHV      | Toer       |
| Model 2/5     | 1934-1935 | 249,4cc-OHV      | Sport      |
| Model L 2/1   | 1935-1936 | 249,4cc-OHV      | Toer       |

| Model           | Periode   | Motor       | Categorie |
| --------------- | --------- | ----------- | --------- |
| No. 1 JAP       | 1903-1904 | 292,5cc-IOE | Toer      |
| 2½ HP Model     | 1905-1906 | 292,5cc-IOE | Toer      |
| Model W De Luxe | 1927      | 277,9cc-SV  | Toer      |
| Model W         | 1928      | 277,9cc-SV  | Toer      |
| Model WS 1      | 1929-1930 | 277,9cc-SV  | Toer      |
| Model WS 2      | 1929-1930 | 277,9cc-SV  | Toer      |
| Model WS 3      | 1929-1930 | 277,9cc-SV  | Toer      |

| Model         | Periode   | Motor       | Categorie           |
| ------------- | --------- | ----------- | ------------------- |
| No. 1 Forecar | 1904      | 353,4cc-IOE | Forecar             |
| No. 1 Fafnir  | 1904      | 353,4cc-IOE | Toer                |
| 3 HP Model    | 1905-1906 | 363,0cc-SV  | Toer                |
| Model LS      | 1924-1927 | 346,1cc-SV  | Toer                |
| Model CO      | 1929-1930 | 348,1cc-OHV | Sport               |
| Model RT      | 1929-1930 | 348,1cc-OHV | Speedway            |
| Model WL      | 1931-1932 | 348,1cc-SV  | Toer                |
| Model NM      | 1931-1933 | 342,5cc-OHV | Toer/zijspantrekker |
| Model CA      | 1932-1933 | 342,5cc-OHV | Sport               |
| Model 3/5     | 1934-1935 | 342,5cc-OHV | Sport               |
| Model 3/1     | 1934-1936 | 342,5cc-SV  | Toer                |
| Model 3/2     | 1934-1936 | 342,5cc-OHV | Toer                |

| Model                           | Periode   | Motor       | Categorie           |
| ------------------------------- | --------- | ----------- | ------------------- |
| 3½ HP Model                     | 1907      | 453,0cc-SV  | Toer                |
| 3½ HP Model                     | 1907      | 475,0cc-SV  | Toer                |
| TT Model                        | 1907      | 453,0cc-SV  | Wegracer            |
| TT Model                        | 1908-1909 | 499,4cc-SV  | Wegracer            |
| 3½ HP Model                     | 1908-1912 | 499,4cc-SV  | Toer                |
| TT Roadster                     | 1909-1914 | 499,5cc-SV  | Wegracer            |
| Type A 3½ HP Roadster           | 1913-1914 | 499,4cc-SV  | Toer                |
| Type B 3½ HP Roadster           | 1913-1914 | 499,4cc-SV  | Toer                |
| Type C 3½ HP Deluxe Roadster    | 1913-1914 | 499,4cc-SV  | Toer                |
| Type F                          | 1915      | 499,8cc-SV  | Sport               |
| Model R (Ricardo)               | 1922-1926 | 499,1cc-OHV | Wegracer            |
| Model R Fast Roadster (Ricardo) | 1922-1926 | 499,1cc-OHV | Sport               |
| Model P                         | 1925-1927 | 493,2cc-SV  | Toer/zijspantrekker |
| Model Q                         | 1925-1927 | 493,2cc-SV  | Sport               |
| Model QA                        | 1926-1927 | 493,2cc-SV  | Sport               |
| Model IR (Ricardo)              | 1927      | 499,1cc-OHV | Sport               |
| Model N                         | 1927      | 493,2cc-SV  | Toer/zijspantrekker |
| Model TT                        | 1927-1928 | 497,6cc-OHV | Sport               |
| Model NP                        | 1928      | 493,2cc-SV  | Toer/zijspantrekker |
| Model QA-2                      | 1928      | 493,2cc-SV  | Sport               |
| Model N De Luxe                 | 1928-1929 | 493,2cc-SV  | Toer/zijspantrekker |
| Model NL                        | 1929      | 493,2cc-SV  | Toer/zijspantrekker |
| Model ST                        | 1929      | 497,6cc-OHV | Sport               |
| Model CN                        | 1929-1931 | 497,6cc-SV  | Toer                |
| Model CTT                       | 1929-1931 | 497,6cc-OHV | Sport               |
| Model NT                        | 1931-1933 | 493,2cc-OHV | Toer/zijspantrekker |
| Model CD                        | 1932-1933 | 493,2cc-OHV | Sport               |
| Scout B                         | 1932-1934 | 493,2cc-OHV | Toer                |
| Scout BS                        | 1932-1934 | 493,2cc-OHV | Sport               |
| Model 5/4 De Luxe               | 1934-1935 | 493,2cc-OHV | Toer                |
| Model 5/2                       | 1934-1936 | 493,2cc-OHV | Toer                |
| Model 5/5                       | 1934-1936 | 493,2cc-OHV | Sport               |
| Model 5/10                      | 1935-1936 | 493,2cc-OHV | Clubmanracer        |

| Model               | Periode   | Motor      | Categorie           |
| ------------------- | --------- | ---------- | ------------------- |
| Type A 4 HP         | 1914      | 550,4cc-SV | Toer                |
| Type B 4 HP         | 1914      | 550,4cc-SV | Toer                |
| Type C 4 HP         | 1914      | 550,4cc-SV | Toer                |
| Model H             | 1914-1924 | 550,4cc-SV | Toer                |
| Type K              | 1915      | 550,4cc-SV | Sport               |
| Model D TT Roadster | 1915-1922 | 550,4cc-SV | Sport               |
| Model SD            | 1920-1927 | 550,4cc-SV | Toer/zijspantrekker |
| Model NSD           | 1928-1930 | 548,6cc-SV | Toer/zijspantrekker |
| Model CSD           | 1929-1932 | 548,6cc-SV | Toer/zijspantrekker |
| Model NSD De Luxe   | 1930-1931 | 548,6cc-SV | Toer/zijspantrekker |
| Model ND            | 1931-1933 | 548,6cc-SV | Toer/zijspantrekker |
| Scout A             | 1932-1934 | 548,6cc-SV | Zijspantrekker      |
| Model 5/3           | 1934-1935 | 548,6cc-SV | Toer/zijspantrekker |
| Model 5/1           | 1934-1936 | 548,6cc-SV | Toer/zijspantrekker |

| Model     | Periode   | Motor       | Categorie      |
| --------- | --------- | ----------- | -------------- |
| Model 6/1 | 1934-1936 | 646,5cc-OHV | Zijspantrekker |

| 500cc-3½ HP Model uit 1907                             |
| 550cc-Model H uit 1916                                 |
| 550cc-Model D TT Roadster uit 1919                     |
| 550cc-Model SD uit 1922                                |
| 500cc-Model R Fast Roadster (Triumph Ricardo) uit 1922 |
| 500cc-Model P uit 1925                                 |
| 650cc-Model 6/1 uit 1934                               |
| 500cc-Model 5/2 uit 1935                               |

## Triumph Engineering Company
| Model       | Periode   | Motor            | Categorie |
| ----------- | --------- | ---------------- | --------- |
| T15 Terrier | 1954-1957 | 149,3cc-OHV      | Toer      |
| Tigress TS1 | 1959-1965 | 172,3cc-Tweetakt | Scooter   |
| Tina        | 1962-1964 | 99,8cc-Tweetakt  | Scooter   |
| T10         | 1965-1970 | 99,8cc-Tweetakt  | Scooter   |

| Model                                 | Periode   | Motor       | Categorie |
| ------------------------------------- | --------- | ----------- | --------- |
| T20 Tiger Cub                         | 1954-1967 | 199,5cc-OHV | Toer      |
| T20C Tiger Cub Competition            | 1957-1959 | 199,5cc-OHV | Offroad   |
| T20CA Tiger Cub Competition           | 1957-1959 | 199,5cc-OHV | Offroad   |
| T20CB Tiger Cub Competition           | 1957-1959 | 199,5cc-OHV | Offroad   |
| T20J Junior Cub                       | 1958-1963 | 199,5cc-OHV | Toer      |
| T20S Tiger Cub Scrambler              | 1959-1961 | 199,5cc-OHV | Cross     |
| T20W Tiger Cub Woods                  | 1960      | 199,5cc-OHV | Onbekend  |
| T20SL Tiger Cub Sports Light          | 1961-1962 | 199,5cc-OHV | Offroad   |
| T20T Tiger Cub Trials                 | 1961-1962 | 199,5cc-OHV | Offroad   |
| T20SC Tiger Cub Scrambler Competition | 1962-1965 | 199,5cc-OHV | Enduro    |
| T20SR Tiger Cub Scrambler Road        | 1962-1965 | 199,5cc-OHV | Offroad   |
| T20SS Tiger Cub Street Scrambler      | 1962-1965 | 199,5cc-OHV | Enduro    |
| TR20 Tiger Cub Trials                 | 1962-1965 | 199,5cc-OHV | Trial     |
| TS20 Tiger Cub Scrambler              | 1962-1965 | 199,5cc-OHV | Cross     |
| T20SH Tiger Cub Sports Home           | 1962-1966 | 199,5cc-OHV | Sport     |
| T20WD                                 | 1963-1970 | 199,5cc-OHV | Militair  |
| T20SM Mountain Cub                    | 1964-1966 | 199,5cc-OHV | Offroad   |
| T20P Tiger Cub Police                 | 1965-1966 | 199,5cc-OHV | Politie   |
| T20B Bantam Cub                       | 1966-1968 | 199,5cc-OHV | Toer      |
| T20M Mountain Cub                     | 1967      | 199,5cc-OHV | Offroad   |
| T20 De Luxe                           | 1967-1969 | 199,5cc-OHV | Sport     |
| T20B Super Cub                        | 1967-1969 | 199,5cc-OHV | Sport     |
| T20S/C Super Cub                      | 1967-1969 | 199,5cc-OHV | Sport     |
| T20B Tiger Cub Tarbuk                 | 1968      | 199,5cc-OHV | Sport     |

| Model                 | Periode   | Motor       | Categorie |
| --------------------- | --------- | ----------- | --------- |
| De Luxe 2 H           | 1937-1940 | 249,4cc-OHV | Toer      |
| Tiger 70              | 1937-1940 | 249,4cc-OHV | Sport     |
| De Luxe 2 HC          | 1938-1940 | 249,4cc-OHV | Toer      |
| Tigress TW2/S         | 1959-1964 | 249,3cc-OHV | Scooter   |
| Tigress W1            | 1959-1964 | 249,3cc-OHV | Scooter   |
| TR25W Trophy          | 1968-1970 | 246,8cc-OHV | Allroad   |
| T25SS Trail Blazer SS | 1971      | 246,8cc-OHV | Allroad   |
| T25T Trail Blazer     | 1971      | 246,8cc-OHV | Offroad   |

| Model        | Periode   | Motor       | Categorie |
| ------------ | --------- | ----------- | --------- |
| De Luxe 3 H  | 1937-1940 | 342,5cc-OHV | Sport     |
| De Luxe 3 S  | 1937-1940 | 342,5cc-SV  | Toer      |
| Tiger 80     | 1937-1940 | 342,5cc-OHV | Sport     |
| 3SW          | 1937-1941 | 342,5cc-SV  | Militair  |
| 3SE          | 1938-1940 | 342,5cc-SV  | Farm bike |
| De Luxe 3 SC | 1938-1940 | 342,5cc-SV  | Toer      |
| 3HW          | 1942-1945 | 342,5cc-OHV | Militair  |

| Model          | Periode   | Motor        | Categorie |
| -------------- | --------- | ------------ | --------- |
| 3TW            | 1940      | 348,8cc-OHV  | Militair  |
| Tiger 85       | 1946-1947 | 348,8cc-OHV  | Sport     |
| 3T De Luxe     | 1946-1950 | 348,8cc-OHV  | Toer      |
| 3TU            | 1947      | 348,8cc-OHV  | Prototype |
| T21 Twenty One | 1957-1958 | 349,7cc-OHV  | Toer      |
| 3TA            | 1959-1966 | 349,7cc-OHV  | Toer      |
| T90            | 1961-1962 | 349,7cc-OHV  | Prototype |
| Tiger 90       | 1963-1969 | 349,7cc-OHV  | Sport     |
| Tiger 90SC     | 1964      | 349,7cc-OHV  | Sport     |
| T35WD          | 1965      | 349,7cc-OHV  | militair  |
| 3TAWD          | 1965-1967 | 349,7cc-OHV  | militair  |
| Tiger 90P      | 1967-1969 | 349,7cc-OHV  | Politie   |
| P50            | 1968      | 349,1cc-DOHC | Prototype |

| Model        | Periode | Motor        | Categorie |
| ------------ | ------- | ------------ | --------- |
| Bandit E35R  | 1970    | 349,1cc-DOHC | Prototype |
| Bandit E35SS | 1970    | 349,1cc-DOHC | Prototype |

| Model       | Periode   | Motor       | Categorie           |
| ----------- | --------- | ----------- | ------------------- |
| De Luxe 5 H | 1937-1940 | 493,2cc-SV  | Sport               |
| Tiger 90    | 1937-1940 | 493,2cc-OHV | Sport               |
| De Luxe 5 S | 1939      | 493,2cc-SV  | Toer/zijspantrekker |
| 5SE         | 1939-1940 | 493,2cc-SV  | Farm bike           |
| 5SW         | 1940      | 493,2cc-SV  | Militair            |
| TR5MX       | 1973      | 498,8cc-OHV | Cross               |

| Model                       | Periode   | Motor       | Categorie      |
| --------------------------- | --------- | ----------- | -------------- |
| Speed Twin 5T               | 1937-1958 | 498,8cc-OHV | Toer           |
| Tiger 100                   | 1939-1958 | 498,8cc-OHV | Sport          |
| 5TW                         | 1942      | 498,8cc-SV  | Prototype      |
| T100GP                      | 1946-1952 | 498,8cc-OHV | Productieracer |
| TRW                         | 1948-1964 | 498,8cc-SV  | Militair       |
| TR5 Trophy                  | 1949-1958 | 498,8cc-OHV | Offroad        |
| Tiger 100 C                 | 1953      | 498,8cc-OHV | Clubmanracer   |
| T100R                       | 1955-1956 | 498,8cc-OHV | Flattrack      |
| T100RR                      | 1957-1959 | 498,8cc-OHV | Flattrack      |
| T100A Tiger 100 A           | 1959-1962 | 498,8cc-OHV | Sport          |
| Speed Twin 5TA              | 1959-1966 | 498,8cc-OHV | Toer           |
| TR5A/C                      | 1961      | 498,8cc-OHV | Allroad        |
| TR5A/R                      | 1961      | 498,8cc-OHV | Sport          |
| T100S/R Tiger Road Sports   | 1962-1966 | 498,8cc-OHV | Sport          |
| T100S/C Tiger Enduro Trophy | 1962-1968 | 498,8cc-OHV | Allroad        |
| T100SS Tiger 100 SS         | 1962-1970 | 498,8cc-OHV | Sport          |
| T50                         | 1965      | 498,8cc-OHV | Prototype      |
| T50WD                       | 1966      | 498,8cc-OHV | Prototype      |
| T100C Sports Tiger          | 1966-1972 | 498,8cc-OHV | Allroad        |
| T100WD                      | 1966-1967 | 498,8cc-OHV | Militair       |
| T100R Daytona Super Sports  | 1966-1974 | 498,8cc-OHV | Sport          |
| T100CP Tiger 100 CP         | 1967      | 498,8cc-OHV | Politie        |
| T100T Tiger Daytona Sports  | 1967-1970 | 498,8cc-OHV | Sport          |
| T100C Tiger Competition     | 1968-1970 | 498,8cc-OHV | Allroad        |
| T100S Tiger 100 S           | 1968-1970 | 498,8cc-OHV | Toer           |
| T100C SP Tiger 100 C SP     | 1969      | 498,8cc-OHV | Onbekend       |
| T100C Trophy 500            | 1969-1972 | 498,8cc-OHV | Allroad        |
| T100P Tiger 100 P           | 1972-1973 | 498,8cc-OHV | Politie        |
| T100D Tiger 100 Daytona Mk2 | 1972-1974 | 498,8cc-OHV | Sport          |
| TR5T Trophy Trail           | 1973-1974 | 498,8cc-OHV | Offroad        |

| Model       | Periode   | Motor      | Categorie           |
| ----------- | --------- | ---------- | ------------------- |
| De Luxe 6 S | 1937-1939 | 598,5cc-SV | Toer/zijspantrekker |

| Model                               | Periode   | Motor       | Categorie       |
| ----------------------------------- | --------- | ----------- | --------------- |
| Triumph 6T Thunderbird              | 1950-1966 | 649,3cc-OHV | Toer            |
| Tiger T110                          | 1954-1961 | 649,3cc-OHV | Sport           |
| TR6 Trophy                          | 1956      | 649,3cc-OHV | Offroad         |
| TR6/C Trophy                        | 1957-1959 | 649,3cc-OHV | Enduro          |
| TR6/A Trophy                        | 1957-1960 | 649,3cc-OHV | Sport           |
| TR6/C Trophy                        | 1957-1960 | 649,3cc-OHV | Offroad         |
| T120 Bonneville                     | 1958-1973 | 649,3cc-OHV | Sport           |
| TR7/A Bonneville                    | 1960      | 649,3cc-OHV | Offroad         |
| TR7/A Bonneville                    | 1960      | 649,3cc-OHV | Sport           |
| TR6C Trophy                         | 1960-1972 | 649,3cc-OHV | Enduro          |
| T120C Bonneville Competition        | 1961-1962 | 649,3cc-OHV | Offroad         |
| TR6R Trophy                         | 1961-1972 | 649,3cc-OHV | Sport           |
| T120R Bonneville                    | 1961-1973 | 649,3cc-OHV | Sport           |
| TR6SS Trophy                        | 1962-1966 | 649,3cc-OHV | Enduro          |
| T120C Bonneville Competition Sports | 1963-1965 | 649,3cc-OHV | Offroad         |
| T120TT Bonneville TT Special        | 1963-1967 | 649,3cc-OHV | TT Steeplechase |
| TR6S/C Trophy                       | 1964-1966 | 649,3cc-OHV | Enduro          |
| TR6S/R Trophy                       | 1964-1966 | 649,3cc-OHV | Sport           |
| T120R Bonneville Thruxton           | 1965-1966 | 649,3cc-OHV | Productieracer  |
| T120P Bonneville Police             | 1966      | 649,3cc-OHV | Politie         |
| TR6S/C Trophy Special               | 1967      | 649,3cc-OHV | Enduro          |
| TR6P Trophy                         | 1967-1973 | 649,3cc-OHV | Politie         |
| TR6R Trophy Sports                  | 1968      | 649,3cc-OHV | Sport           |
| T120RV Bonneville                   | 1971      | 649,3cc-OHV | Prototype       |
| TR6R Tiger                          | 1971-1972 | 649,3cc-OHV | Sport           |
| TR6R/V Trophy                       | 1971-1973 | 649,3cc-OHV | Offroad         |
| TR6C/V Trophy                       | 1972      | 649,3cc-OHV | Prototype       |
| T120 V Bonneville                   | 1972-1973 | 649,3cc-OHV | Sport           |

| Model             | Periode | Motor         | Categorie      |
| ----------------- | ------- | ------------- | -------------- |
| T120RT Bonneville | 1970    | 724,5cc-OHV   | Productieracer |
| T140V Bonneville  | 1973    | 724,5cc-OHV   | Toer           |
| T140V Bonneville  | 1973    | 744,0,5cc-OHV | Toer           |
| TR7RV Tiger       | 1973    | 724,5cc-OHV   | Toer           |
| TR7P Tiger        | 1973    | 744,0cc-OHV   | Politie        |
| TR7V Tiger        | 1973    | 744,0cc-OHV   | Toer           |
| T140V Bonneville  | 1973    | 744,0cc-OHV   | Toer           |

| Model             | Periode   | Motor       | Categorie |
| ----------------- | --------- | ----------- | --------- |
| P1                | 1965      | 748,1cc-OHV | Prototype |
| P2                | 1966      | 740,4cc-OHV | Prototype |
| T150 Trident      | 1968-1970 | 740,4cc-OHV | Sport     |
| 150 Trident racer | 1970-1972 | 740,4cc-OHV | Wegracer  |
| T150 Trident MkII | 1971-1972 | 740,4cc-OHV | Sport     |
| X 75 Hurricane    | 1972-1973 | 740cc-OHV   | Custom    |

| Model    | Periode | Motor       | Categorie |
| -------- | ------- | ----------- | --------- |
| Quadrant | 1973    | 987,2cc-OHV | Sport     |

| 500cc-Speed Twin 5T uit 1937         |
| 500cc-Tiger 100 uit 1939             |
| 650cc-Tiger T110 uit 1954            |
| 650cc-6T Thunderbird uit 1955        |
| 350cc-T21 Twenty One uit 1958        |
| 250cc-Tigress (ca. 1960)             |
| 650cc-TR6SS Trophy uit 1961          |
| 200cc-TR20 Tiger Cub Trials uit 1963 |
| 250cc-TR25W Trophy uit 1969          |
| 350cc-Bandit uit 1970                |
| 650cc-T120R Bonneville uit 1971      |
| 750cc-T150 Trident MkII uit 1972     |
| 500cc-TR5T Trophy Trail uit 1972     |
| 750cc-X 75 Hurricane uit 1972        |

## Meriden Motorcycle Co-operative
| Model                  | Periode   | Motor       | Categorie |
| ---------------------- | --------- | ----------- | --------- |
| TR65 Thunderbird       | 1981-1983 | 648,7cc-OHV | Toer      |
| TR65 Thunderbird Derny | 1982      | 648,7cc-OHV | Gangmaker |
| TR65S Thunderbird      | 1982      | 648,7cc-OHV | Prototype |
| TR65T Tiger Trail      | 1982      | 648,7cc-OHV | Offroad   |
| Daytona 600            | 1983      | 598,8cc-OHV | Prototype |
| TR60 Thunderbird 600   | 1983      | 598,8cc-OHV | Prototype |

| Model                           | Periode   | Motor       | Categorie      |
| ------------------------------- | --------- | ----------- | -------------- |
| T140V Bonneville                | 1974-1979 | 744,0cc-OHV | Toer           |
| TR7P Tiger                      | 1974-1980 | 744,0cc-OHV | Politie        |
| TR7V Tiger                      | 1974-1980 | 744,0cc-OHV | Toer           |
| T140J Bonneville Silver Jubilee | 1977      | 744,0cc-OHV | Toer           |
| T140 Saint                      | 1977-1978 | 744,0cc-OHV | Politie        |
| Triumph T140E Bonneville        | 1978-1983 | 744,0cc-OHV | Toer           |
| T140D Bonneville Special        | 1979-1981 | 744,0cc-OHV | Custom (VS)    |
| T140D Bonneville Special        | 1979-1981 | 744,0cc-OHV | Toer (overige) |
| T140ES Bonneville Electro       | 1980-1982 | 744,0cc-OHV | Custom         |
| T140LE Bonneville Royal Wedding | 1981      | 744,0cc-OHV | Custom (VS)    |
| T140LE Bonneville Royal Wedding | 1981      | 744,0cc-OHV | Toer (overige) |
| TS8-1                           | 1981      | 744,0cc-OHV | Prototype      |
| TR7ES Tiger                     | 1981-1982 | 744,0cc-OHV | Prototype      |
| TR7T Tiger Trail                | 1981-1982 | 744,0cc-OHV | Offroad        |
| T140AV Bonneville               | 1981-1982 | 744,0cc-OHV | Politie        |
| T140ES Bonneville Executive     | 1981-1983 | 744,0cc-OHV | Toer           |
| T140W TSS                       | 1981-1983 | 744,0cc-OHV | Custom (VS)    |
| T140W TSS                       | 1981-1983 | 744,0cc-OHV | Toer (overige) |
| T140ES Bonneville Royal         | 1982      | 744,0cc-OHV | Custom         |
| TSX                             | 1982-1983 | 744,0cc-OHV | Custom         |
| TSS-AV                          | 1983      | 744,0cc-OHV | Prototype      |
| TSX-9                           | 1983      | 744,0cc-OHV | Prototype      |

| Model                | Periode   | Motor       | Categorie |
| -------------------- | --------- | ----------- | --------- |
| T150V Trident        | 1974-1975 | 740,4cc-OHV | Sport     |
| T160 Trident         | 1975-1977 | 740,4cc-OHV | Sport     |
| T160P Trident Police | 1975-1976 | 740,4cc-OHV | Politie   |
| T160 Cardinal        | 1977      | 740,4cc-OHV | Toer      |

| Model                | Periode | Motor       | Categorie |
| -------------------- | ------- | ----------- | --------- |
| T180 Thunderbird III | 1975    | 831,4cc-OHV | Prototype |

| Model | Periode | Motor      | Categorie |
| ----- | ------- | ---------- | --------- |
| Diana | 1983    | 900cc-DOHC | Prototype |

| 750cc-T160 Trident uit 1975                    |
| 750cc-T140J Bonneville Silver Jubilee uit 1977 |
| 650cc-TR65 Thunderbird (ca. 1982)              |
| 650cc-TR65T Tiger Trail uit 1983               |

## Externe producenten
| Model            | Periode   | Motor       | Categorie |
| ---------------- | --------- | ----------- | --------- |
| T140E Bonneville | 1985-1988 | 744,4cc-OHV | Toer      |
| TR7V Tiger       | 1985-1988 | 744,4cc-OHV | Toer      |

| Model     | Periode   | Motor       | Categorie |
| --------- | --------- | ----------- | --------- |
| Buccaneer | 1983-1992 | 744,4cc-OHV | Toer      |

| Model                | Periode   | Motor       | Categorie |
| -------------------- | --------- | ----------- | --------- |
| Slippery Sam Replica | 1976-1977 | 740,4cc-OHV | Sport     |
| Legend 741           | 1976-1981 | 740,4cc-OHV | Sport     |
| Legend 964           | 1983-1992 | 964,0cc-OHV | Sport     |

| 750cc-L.F. Harris Triumph T140E Bonneville                                                       |
| De L.F. Harris Triumph TR7V Tiger zoals gebruikt door het Royal Signals Motorcycle Display Team. |
| Williams Triumph Legend 741                                                                      |